# TKKG
TKKG (auch: Ein Fall für TKKG) ist eine deutsche Jugendbuchreihe sowie die darauf beruhende gleichnamige Hörspielserie von Stefan Wolf (Pseudonym von Rolf Kalmuczak). Seit dessen Tod im Jahr 2007 wird die Serie auf ausdrücklichen Wunsch des Schöpfers mit verschiedenen Autoren weitergeführt. Die Buchreihe wurde jedoch 2011 eingestellt. Die Hörspielserie wird seit 1981 von Europa unter der Regie von Heikedine Körting produziert. Mit 14 Millionen verkauften Büchern und 33 Millionen verkauften Hörspielkassetten und CDs gehört die Serie zu den erfolgreichsten deutschen Jugendserien. Im deutschsprachigen Raum gilt die Serie nach der Buch- und Hörspielreihe Die drei ??? als kommerziell erfolgreichste Serie ihres Genres. Die Serie gewann zudem 42 Goldene Schallplatten und eine Platin-Schallplatte.

## Handlung und Figuren
TKKG ist ein Akronym und steht für die Protagonisten Tim (früher Tarzan genannt), Karl, Klößchen und Gaby. Als TKKG-Bande lösen die vier Jugendlichen Kriminalfälle. Unterstützt werden sie dabei von Gabys Hund Oskar und ihrem Vater, dem Kriminalkommissar Emil Glockner. Die Figuren sind, je nach Band, zwischen 12 und 17 Jahren alt (Gaby ist im ersten Band 12 und Klößchens 13. Geburtstag findet in Band 8 Auf der Spur der Vogeljäger statt). In den späteren Bänden sind alle 14 Jahre alt. Die Stadt der TKKG-Bande wird namentlich nie genannt. Oftmals wird sie nur als Millionenstadt bezeichnet, in der Folge 0 Das Geheimnis um TKKG wird allerdings in einem Radiobericht über die TKKG zuvor eine Wettervorhersage eingespielt, die von gutem Wetter über der Alster spricht.

### Tim
Tim/Tarzan ist Anführer der TKKG-Bande; er heißt eigentlich Peter Timotheus Carsten und ist einer der Protagonisten der Serie. In der Neubearbeitung der Bücher (cbj avanti Verlag) wird er Tim Carsten genannt. Er wohnt im Internat mit Klößchen in einem Zimmer, das den Namen „Adlernest“ trägt. Tim ist Kampfsportler. Er trainierte am Anfang fast nur Judo, später aber vor allem Jiu Jitsu. In Buch 54 Herr der Schlangeninsel (Hörspiel Folge 73) trainierte er Kung Fu. Anfangs trug er daher den Spitznamen Tarzan. Da Tarzan bis zum Jahre 2000 in Deutschland aber markenrechtlich geschützt war und bis dahin nur gegen Lizenzgebühr verwendet werden durfte, musste dieser Name für die Figur aufgegeben und mit Timotheus, kurz Tim, ein zweiter Vorname eingeführt werden. Die Namensänderung wird in der Geschichte Die weiße Schmuggler-Yacht (Band 32, Hörspiel-Reihenfolge: 38) vollzogen. Innerhalb des TKKG-Universums wird dieser Wechsel dadurch erklärt, dass Peter diesen Namen ablegt, nachdem er einen Tarzan-Film gesehen hat und nicht mehr mit ihm verglichen werden will. Er erfährt dann aber von seinem zweiten Vornamen. In neueren Folgen wird er von seinen Bandenmitgliedern manchmal Häuptling genannt, was zeigt, dass er die anführende Rolle von TKKG einnimmt (mittlerweile ist der Name Tarzan und dessen Verwendung in Deutschland gemeinfrei).

### Karl
Karl Vierstein wird auch „Computer“ genannt, weil er ein phänomenales Gedächtnis hat. Der Beruf seines Vaters wird in den alten Ausgaben als Professor für Physik, in den Ausgaben von Random House (cbj) ab 2004 als Professor für Mathematik und Physik und in den überarbeiteten Ausgaben (cbj avanti) als Professor für Theoretische Physik angegeben. Der Beruf seiner Mutter wird in den früheren Ausgaben gar nicht angegeben; es ist nicht einmal klar, ob sie überhaupt einer Erwerbstätigkeit nachgeht oder Hausfrau ist. In den überarbeiteten Ausgaben besitzt sie dagegen eine eigene Apotheke. Karl ist recht ausgeglichen und ein treuer Gefährte. Er ist groß gewachsen und schlaksig mit „Windhundgesicht“ und Nickelbrille. Er putzt seine Brille, wenn er aufgeregt ist. Oftmals langweilt er die anderen mit seinen Vorträgen.

### Klößchen
Klößchen (eigentlich: Willi Sauerlich) trägt den Namen auf Grund seiner Figur, die von seiner Liebe zu Schokolade herrührt. Sein Vater ist ein reicher Schokoladenfabrikant. Klößchen entscheidet sich, mit Tim im Internat zu leben, weil es nicht so langweilig wie zu Hause ist. Er ist lustig und es ist immer gut, ihn dabei zu haben. Manchmal handelt er jedoch etwas zu vorschnell, hat aber bisweilen phänomenale Geistesblitze, die (von ihm häufig unbemerkt) bei der Verfolgung einer heißen Spur dienlich sind. Er ist an einem 17. Juni geboren.

### Gaby
Gaby Glockner, mit vollem Namen Gabriele, ist das einzige Mädchen im Bund. Ihren Spitznamen „Pfote“ bekam sie, weil sie so tierlieb ist und sich von jedem Hund die Pfote geben lässt. Ihr Vater ist Kriminalkommissar Emil Glockner. Sie hat goldblondes Haar und blaue Augen mit langen, schwarzen Wimpern und wird als außerordentlich hübsches Mädchen beschrieben. Sie ist mutig und gerecht. Ihre Mutter betreibt ein Feinkostgeschäft unter der Wohnung der Glockners. Außerdem besitzt Gaby einen Hund namens Oskar, der auf einem Auge blind ist. Sie ist Tierschützerin.

### Oskar
Als inoffizielles fünftes Mitglied fungiert Gabys schwarz-weißer Cocker-Spaniel Oskar. Auch wenn er auf einem Auge blind ist, so ist er dank seiner Spürnase bei den Ermittlungen ein hilfreicher Assistent.

### Weitere Personen
- Emil Glockner ist Kriminalkommissar und Vater von Gaby. Er hilft der TKKG-Bande oft und er wird aufgrund des guten Verhältnisses zu Tim häufig als dessen väterlicher Freund betitelt.
- Margot Glockner ist die Mutter von Gaby und arbeitet in ihrem Lebensmittelladen unter der Glocknerschen Wohnung.
- Erna Sauerlich ist die Mutter von Klößchen und sehr strikte Vegetarierin.
- Hermann Sauerlich ist Willis Vater und Inhaber einer Schokoladenfabrik.
- Professor Doktor Albert Vierstein ist Professor und der Vater von Karl. Alberts Frau und Karls Mutter heißt Elisabeth.
- Susanne Carsten ist die Mutter von Tim. Seit ihr Mann Maximilian, ein Bauingenieur, durch einen Unfall starb, hat sie oft Mühe, sich und ihren Sohn allein durchzubringen. Tim unterstützt sie daher, so gut er kann. Sie arbeitet als Buchhalterin in einer weit von der TKKG-Stadt entfernten Großstadt, weswegen sich Mutter und Sohn nicht oft sehen können. In Folge 200 (Der große Coup) bringt sie ihren neuen Freund in die Millionenstadt. Er heißt Sascha und wird auch Tims „zukünftiger Stiefvater“.
- Inspektor Bienert, genannt Wespe, ist ein guter Freund von TKKG, der in späteren Folgen oft als Vertreter von Kommissar Glockner auftaucht.

## Geschichte der Serie
Die Serie wurde 1979 vom deutschen Schriftsteller Rolf Kalmuczak kreiert. Die Bücher wurden unter dem Pseudonym Stefan Wolf veröffentlicht, da dieser aufgrund des Tiernamens Wolf vor allem für die junge Leserschaft einprägsamer sei. Eigentlich sollte die Serie unter dem Namen Die vier Freunde publiziert werden, da es aber schon eine Jugendbuchserie mit dem Titel Fünf Freunde von Enid Blyton gab, entschied sich Kalmuczak für eine Notlösung. Er benannte die Serie nach den Anfangsbuchstaben der vier Freunde: TKKG (Tarzan [später Tim], Karl, Klößchen, Gaby). In seinen Romanen war es für ihn ein zentrales Anliegen, gesellschaftliche Themen der Jugendlichen wie Alkohol, Drogen, Kleidung, Autos, Freundschaft und Partys in einer Kriminalgeschichte und einem Fall für TKKG zu verpacken. Die ersten fünf Bücher erschienen im firmeneigenen Verlag der Pelikan AG anlässlich der Frankfurter Buchmesse 1979. Autor Kalmuczak besuchte in seiner Jugend selbst das Internatsgymnasium Pädagogium Bad Sachsa, die fiktiven Schauplätze der Serie sind deshalb zum Teil in Bad Sachsa und Umgebung zu finden.
Chronologie der ersten Bände
- Die Jagd nach den Millionendieben (Band 1)
- Der blinde Hellseher (Band 2)
- Das leere Grab im Moor (Band 3)
- Das Paket mit dem Totenkopf (Band 4)
- Das Phantom auf dem Feuerstuhl (Band 5)

In den 1980er Jahren erschienen neben den regulären Hardcovern auch 16 Taschenbücher mit noch nicht im Hardcover veröffentlichten Geschichten, die später in so genannten Dreifach-Bänden als Hardcover nachgedruckt wurden. Das Hardcover Nr. 9 – Abenteuer im Ferienlager erschien zusätzlich in Form von fünf so genannten Trampbüchern. Weiterhin gab es eine Ablegerserie für jüngere Leser ab sieben Jahren – Die 2 und TKKG mit wesentlich harmloseren Fällen, bei deren Lösung TKKG regelmäßig mithalfen. Die Helden hier waren Thomy und sein Hund Bobby, die es auf sechs Abenteuer brachten.
Seit 1981 erscheint eine Hörspielreihe nach der Buchreihe bei Europa unter der Regie von Heikedine Körting. Dabei sind nur die ersten 31 Folgen identisch mit der Nummerierung der Bücher. Danach wurden die Bücher in unterschiedlicher Reihenfolge vertont. Seit 1995 erscheinen zusätzlich TKKG-Fälle, die nicht auf einer Buchvorlage basieren, sondern nur als Hörspielskripte existieren.
Die TKKG-Bücher wurden ursprünglich vom firmeneigenen Verlag der Pelikan AG herausgegeben, im Juni 2004 wechselte die Herausgeberschaft zum cbj-Verlag. Dieser veröffentlichte im Januar 2005 die Bände 7, 14, 54, 77 und 84 als Neuauflage mit dem eigenen cbj-Logo. Seit Juni 2005 sind alle Bände in der Neuauflage beim cbj-Verlag erhältlich. Die Hörspiele, erschienen bei Europa, feierten im Jahre 2006 mit Folge 150 ihr 25-jähriges Jubiläum. Nach dem Erfolg der TKKG-Hörspielserie begann Kalmuczak in den 1990er Jahren, neben der Umsetzung der Buchvorlagen auch eigene Hörspiel-Manuskripte zu schreiben.

### Serien-Neustart
Nach dem Tod des Autors am 10. März 2007 gab das Hörspiellabel Europa bekannt, dass die Hörspielreihe „auf ausdrücklichen Wunsch des Verstorbenen“ trotzdem fortgesetzt werde. Seitdem liegen alle Rechte an der Marke TKKG bei Sony Music Entertainment. Diese beauftragte das Marketing-Unternehmen KB&B Advertising, die TKKG-Lizenzen zu vertreiben. Unter anderem resultieren aus dieser Kooperation das TKKG-Brettspiel von Schmidt Spiele und das Magazin von Ehapa. Die größte Veränderung ist seit dem Relaunch der Serie im Oktober 2009 zu sehen. Das Cover wurde komplett umgestaltet und auch neue computercolorierte Bilder werden seitdem verwendet (siehe auch Kapitel Illustration). Auch der Verleger der Bücher cbj hat sich entschieden, neben neuen Illustrationen auch die ersten Bände der Serie komplett neu zu verfassen. Der Autor Herbert Friedmann wurde damit beauftragt, die ersten 12 Folgen auf Basis der Erstausgaben von Kalmuczak zu überarbeiten. Die Neufassungen erschienen 2010 und 2011.

### Buch-Pause
Seit 2012 werden keine neuen Bücher mehr veröffentlicht. Auf Nachfrage einer Fanseite äußerte Random House Ende Januar 2013, dass ihr Imprint „cbj avanti“ (bei welchem die Bücher erscheinen) ruhe und damit auch bis auf weiteres keine neuen TKKG-Bücher veröffentlicht werden. Eine Weiterführung der Serie wurde jedoch nicht ausgeschlossen. Da sich die Situation kurzfristig ändern könnte, will der Verlag auch keine offizielle Stellungnahme veröffentlichen.

### Hörspiel-Rechtsstreit und Entlassung von Niki Nowotny
Im Juni 2016 eskalierte ein im Hintergrund laufender Rechtsstreit über das Honorar zwischen dem Hörspiellabel Europa und dem Sprecher von Karl, Niki Nowotny. Laut Darstellung von Nowotny soll sein Honorar zu gering gewesen sein, da er den Beteuerungen des Verlags glaubte, dass aufgrund niedriger Verkäufe kein höheres Honorar möglich sei. Nachverhandlungen über die finanzielle Beteiligung waren jedoch erfolglos, da die Forderung Nowotnys und das Angebot von Europa zu weit auseinanderlagen.
Daraufhin wurde die Sprecherrolle des Karl Vierstein von Europa ab Folge 198 mit Tobias Diakow neu besetzt.
Außerdem sind aufgrund des Rechtsstreits die Hörspiel-Folgen 195, 196 und 197, in denen Nowotny als Karl Vierstein noch zu hören war, seit Ende Juni 2016 nicht mehr im Handel erhältlich. Für diese Folgen hat Nowotny keinen Vertrag unterschrieben. Europa veröffentlichte die Folgen dennoch, in der Ansicht, dass Nowotny durch das Mitwirken an den Folgen die Rechte stillschweigend eingeräumt habe. Vor dem Landgericht München I erwirkte Nowotny eine einstweilige Verfügung gegen die Folgen 196 und 197, da zum Zeitpunkt der Aufnahmen bereits über das Honorar gestritten wurde. Die Veröffentlichung der Folge 195 sollen Nowotny und dem Gericht zum damaligen Zeitpunkt nicht bekannt gewesen sein, jedoch wurde diese Folge aufgrund der einstweiligen Verfügung ebenfalls aus dem Handel genommen.
Ende September 2016 veröffentlichte Europa eine Neufassung der Folgen 195, 196 und 197. Darin sind die Stellen, an denen zuvor Niki Nowotny zu hören war, durch den neuen Sprecher Tobias Diakow ersetzt worden.

### Hörspiel-Verkauf der alten Folgen
Im Dezember 2012 gab Europa bekannt, die Folgen 1 bis 99 nur noch digital zu vertreiben und den CD-Verkauf einzustellen.
Etwa einen Monat nach dem Erscheinen der Jubiläumsfolge 200 im März 2017 wurde der Verkauf der alten Folgen ohne Vorankündigung seitens des Labels komplett eingestellt.
Am 7. Dezember 2018 wurden die Folgen 1 bis 99 wieder zum Download und Streaming bereitgestellt. Dabei fehlen Folgen 19, 20 und 37, weil diese bei einer Prüfung durch die FSK als kritisch und „nicht kindertauglich“ eingestuft wurden. Mit der Bezeichnung TKKG Retro-Archiv werden sie von den neueren Folgen abgegrenzt. Zudem befindet sich auf den Covern nun die Altersempfehlung ab 12 Jahren.

### ProSiebenSat.1 & TKKG Junior
Im September 2017 gab Europa bekannt, dass TKKG nun zum Portfolio von ProSiebenSat.1 Licensing gehört. Die Firma werde sich darum bemühen, neue Partner für Merchandise-Produkte zu finden.
Im gleichen Zuge wurde mit TKKG Junior eine neue Themenwelt im TKKG-Universum angekündigt. Sie soll sich vor allem an Kinder im Vor- und Grundschulalter richten, während die „klassische“ Serie für Kinder zwischen 8 und 14 Jahren gedacht ist. Dadurch soll auch erreicht werden, dass die Fälle in der eigentlichen Serie wieder spannender und komplexer gestaltet werden können. Die ersten Folgen wurden im Juli 2018 veröffentlicht. Die Regie bei diesen Folgen übernahm der Hörspielproduzent Frank Gustavus. Die Hauptrollen werden von Sebastian Fitzner, Felix Strüven, Julian Greis und Liza Ohm gesprochen.
Im Oktober 2018 wurden die ersten beiden TKKG Junior-Hörspiele unter dem Namen TKKG – Junior Investigators in einer englischen Fassung veröffentlicht. Die Figuren wurden dafür umbenannt in Tom (vormals Tim), Kyle (Karl), Kelvin (Willie, genannt Dumpling) und Gabby (Gaby) und von Oli Dillon, George Black, Ben Lewis und Alice Birrell gesprochen. Zu weiteren englischen Hörspielen kam es seitdem nicht.

## Autoren
Stefan Wolf war bis zu seinem Tod 2007 der einzige Autor der Serie, jedoch halfen ihm H. G. Francis und später André Minninger bei den Scripten für die Hörspiele. Die erste Folge, die nicht aus der Feder von Stefan Wolf stammt, ist die am 16. November 2007 erschienene Folge Erpresser fahren Achterbahn (156) von André Minninger. Seitdem tragen die Hörspiele die Aufschrift Ein Hörspiel nach Stefan Wolf (zuvor: Ein Hörspiel von Stefan Wolf). 2010 und 2011 wurden die ersten 12 Bände von TKKG in einer kompletten Überarbeitung vom Autor Herbert Friedmann auf Basis der Erstausgaben von Stefan Wolf neu herausgebracht. Seit 2013 ist Martin Hofstetter Hauptautor der Serie.
| Autor                        | Bücher        | Hörspielfolgen                                          | Jahre           |
| ---------------------------- | ------------- | ------------------------------------------------------- | --------------- |
| Stefan Wolf                  | 1–107         | 1–155                                                   | 1979–2007       |
| André Minninger              | 109           | 156–157, 159–162, 164–166, 169–171, 174, 178, Special 4 | 2007–2011, 2020 |
| André Kussmaul               | 108, 110, 112 | 158, 163, 173                                           | 2008–2011       |
| Tom Kerblau (Pseudonym)      | –             | 167                                                     | 2009            |
| Corinna Harder               | 111, 115      | 168                                                     | 2010–2011       |
| Veronika Hampl               | 113           | 172, 177, 194                                           | 2010–2012, 2015 |
| Kai Schwind                  | –             | 175                                                     | 2011            |
| Bernd Adelholzer (Pseudonym) | 114           | 176                                                     | 2012            |
| Herbert Friedmann            | 116           | 179                                                     | 2010–2012       |
| Martin Hofstetter            | 117           | 180, 182, 184–193, 195–220, 222–                        | seit 2011       |
| Katja Brügger                | –             | 181, 183                                                | 2013            |
| Markus Hennig                | –             | 221                                                     | 2022            |

## Folgenindex
Nicht zu jedem Fall von TKKG existiert jeweils eine Buch- und Hörspielausgabe. Zwischen 1983 und 1989 erschienen 16 sog. Tramp-Taschenbücher (TB), die als 3er-Sammelbände in den 1990er Jahren neu aufgelegt wurden. In Anlehnung an die Tramp-Bücher erschienen 1985 zwei Folgen als Super-Tramp-Ausgaben (ST). Mit der Hörspielfolge Crash-Kids riskieren ihr Leben (91) wurde erstmals eine Geschichte, die nur als Hörspielskript vorliegt, vertont, der weitere folgten.
Die Buchbände 85, 89, 92 und 97 enthalten neben dem titelgebenden Hauptfall noch weitere Kurzgeschichten, wovon 2 als separate Hörspielfolgen (111 und 112) umgesetzt wurden.
Die ersten zwölf Bücher wurden von Herbert Friedmann überarbeitet und in einer Neufassung erneut veröffentlicht. Die ersten sechs erschienen 2010, die restlichen sechs 2011.

### Reguläre Folgen
| 1                                                       | 1         | Die Jagd nach den Millionendieben                                           | Stefan Wolf       | 1979 | 1981      |
| 2                                                       | 2         | Der blinde Hellseher                                                        | Stefan Wolf       | 1979 | 1981      |
| 3                                                       | 3         | Das leere Grab im Moor                                                      | Stefan Wolf       | 1979 | 1981      |
| 4                                                       | 4         | Das Paket mit dem Totenkopf                                                 | Stefan Wolf       | 1979 | 1981      |
| 5                                                       | 5         | Das Phantom auf dem Feuerstuhl                                              | Stefan Wolf       | 1979 | 1981      |
| 6                                                       | 6         | Angst in der 9a                                                             | Stefan Wolf       | 1980 | 1981      |
| 7                                                       | 7         | Rätsel um die alte Villa                                                    | Stefan Wolf       | 1980 | 1982      |
| 8                                                       | 8         | Auf der Spur der Vogeljäger                                                 | Stefan Wolf       | 1980 | 1982      |
| 9                                                       | 9         | Abenteuer im Ferienlager                                                    | Stefan Wolf       | 1980 | 1982      |
| 10                                                      | 10        | Alarm im Zirkus Sarani                                                      | Stefan Wolf       | 1980 | 1982      |
| 11                                                      | 11        | Die Falschmünzer vom Mäuseweg                                               | Stefan Wolf       | 1980 | 1982      |
| 12                                                      | 12        | Nachts, wenn der Feuerteufel kommt                                          | Stefan Wolf       | 1981 | 1982      |
| 13                                                      | 13        | Die Bettelmönche aus Atlantis                                               | Stefan Wolf       | 1981 | 1982      |
| 14                                                      | 14        | Der Schlangenmensch                                                         | Stefan Wolf       | 1981 | 1982      |
| 15                                                      | 15        | Ufos in Bad Finkenstein                                                     | Stefan Wolf       | 1981 | 1982      |
| 16                                                      | 16        | X7 antwortet nicht                                                          | Stefan Wolf       | 1981 | 1982      |
| 17                                                      | 17        | Die Doppelgängerin                                                          | Stefan Wolf       | 1981 | 1982      |
| 18                                                      | 18        | Hexenjagd in Lerchenbach                                                    | Stefan Wolf       | 1982 | 1982      |
| 19                                                      | 19        | Der Schatz in der Drachenhöhle                                              | Stefan Wolf       | 1982 | 1982      |
| 20                                                      | 20        | Das Geheimnis der chinesischen Vase                                         | Stefan Wolf       | 1982 | 1982      |
| 21                                                      | 21        | Die Rache des Bombenlegers                                                  | Stefan Wolf       | 1982 | 1982      |
| 22                                                      | 22        | In den Klauen des Tigers                                                    | Stefan Wolf       | 1982 | 1982      |
| 23                                                      | 23        | Kampf der Spione                                                            | Stefan Wolf       | 1982 | 1982      |
| 24                                                      | 24        | Gefährliche Diamanten                                                       | Stefan Wolf       | 1982 | 1982      |
| 25                                                      | 25        | Die Stunde der schwarzen Maske                                              | Stefan Wolf       | 1983 | 1982      |
| 26                                                      | 26        | Das Geiseldrama                                                             | Stefan Wolf       | 1983 | 1984      |
| 27                                                      | 27        | Banditen im Palasthotel                                                     | Stefan Wolf       | 1983 | 1984      |
| 28                                                      | 28        | Verrat im Höllental                                                         | Stefan Wolf       | 1984 | 1984      |
| 29                                                      | 29        | Hundediebe kennen keine Gnade                                               | Stefan Wolf       | 1984 | 1984      |
| 30                                                      | 30        | Die Mafia kommt zur Geisterstunde                                           | Stefan Wolf       | 1984 | 1984      |
| 31                                                      | 31        | Die Entführung in der Mondscheingasse                                       | Stefan Wolf       | 1984 | 1984      |
| TB1                                                     | 32        | Wilddiebe im Teufelsmoor                                                    | Stefan Wolf       | 1983 | 1984      |
| TB2                                                     | 33        | Wer raubte das Millionenpferd?                                              | Stefan Wolf       | 1983 | 1984      |
| TB3                                                     | 34        | Vampir der Autobahn                                                         | Stefan Wolf       | 1983 | 1984      |
| TB4                                                     | 35        | Die Nacht des Überfalls                                                     | Stefan Wolf       | 1984 | 1984      |
| TB5                                                     | 36        | Das Geschenk des Bösen                                                      | Stefan Wolf       | 1984 | 1984      |
| TB6                                                     | 37        | Der letzte Schuss                                                           | Stefan Wolf       | 1984 | 1985      |
| 32                                                      | 38        | Die weiße Schmuggler-Yacht                                                  | Stefan Wolf       | 1985 | 1985      |
| TB7                                                     | 39        | Die Gift-Party                                                              | Stefan Wolf       | 1985 | 1985      |
| TB8                                                     | 40        | Duell im Morgengrauen                                                       | Stefan Wolf       | 1985 | 1985      |
| TB9                                                     | 41        | Heißes Gold im Silbersee                                                    | Stefan Wolf       | 1985 | 1986      |
| 33                                                      | 43        | Gefangen in der Schreckenskammer                                            | Stefan Wolf       | 1985 | 1986      |
| 34                                                      | 42        | Anschlag auf den Silberpfeil                                                | Stefan Wolf       | 1985 | 1986      |
| 35                                                      | 44        | Um Mitternacht am schwarzen Fluss                                           | Stefan Wolf       | 1986 | 1986      |
| 36                                                      | 45        | Unternehmen Grüne Hölle                                                     | Stefan Wolf       | 1986 | 1987      |
| 37                                                      | 46        | Hotel in Flammen                                                            | Stefan Wolf       | 1986 | 1987      |
| 38                                                      | 47        | Todesfracht im Jaguar                                                       | Stefan Wolf       | 1986 | 1987      |
| 39                                                      | 48        | Bestien in der Finsternis                                                   | Stefan Wolf       | 1986 | 1987      |
| 40                                                      | 49        | Bombe an Bord (Haie an Bord)                                                | Stefan Wolf       | 1987 | 1987      |
| 41                                                      | 50        | Spion auf der Flucht                                                        | Stefan Wolf       | 1987 | 1987      |
| 42                                                      | 51        | Gangster auf der Gartenparty                                                | Stefan Wolf       | 1987 | 1987      |
| 43                                                      | 52        | Überfall im Hafen                                                           | Stefan Wolf       | 1987 | 1987      |
| 44                                                      | 56        | Todesgruß vom Gelben Drachen                                                | Stefan Wolf       | 1988 | 1987      |
| TB10                                                    | 53        | Schüsse aus der Rosenhecke                                                  | Stefan Wolf       | 1986 | 1987      |
| TB11                                                    | 54        | Alarm! Klößchen ist verschwunden                                            | Stefan Wolf       | 1986 | 1987      |
| 45                                                      | 55        | Der Mörder aus dem Schauerwald                                              | Stefan Wolf       | 1988 | 1987      |
| 46                                                      | 57        | Jagt das rote Geister-Auto!                                                 | Stefan Wolf       | 1988 | 1988      |
| ST1                                                     | 58        | Der doppelte Pedro                                                          | Stefan Wolf       | 1985 | 1988      |
| ST2                                                     | 59        | Trickdieb auf Burg Drachenstein                                             | Stefan Wolf       | 1985 | 1988      |
| 47                                                      | 60        | Der Teufel vom Waiga-See                                                    | Stefan Wolf       | 1988 | 1988      |
| 48                                                      | 61        | Im Schatten des Dämons                                                      | Stefan Wolf       | 1988 | 1988      |
| TB12                                                    | 62        | Terror aus dem „Pulverfass“                                                 | Stefan Wolf       | 1988 | 1989      |
| TB13                                                    | 63        | Die Falle am Fuchsbach                                                      | Stefan Wolf       | 1988 | 1989      |
| 49                                                      | 64        | Schwarze Pest aus Indien                                                    | Stefan Wolf       | 1989 | 1989      |
| 50                                                      | 65        | Sklaven für Wutawia (1)                                                     | Stefan Wolf       | 1989 | 1989      |
| 50                                                      | 66        | Der Gauner mit der „Goldenen Hand“ (2)                                      | Stefan Wolf       | 1989 | 1989      |
| TB14                                                    | 67        | Hinterhalt im Eulenforst                                                    | Stefan Wolf       | 1989 | 1989      |
| TB15                                                    | 68        | Rauschgift-Razzia im Internat                                               | Stefan Wolf       | 1989 | 1989      |
| 51                                                      | 69        | Achtung: Die „Monsters“ kommen!                                             | Stefan Wolf       | 1989 | 1990      |
| 52                                                      | 70        | Wer hat Tims Mutter entführt?                                               | Stefan Wolf       | 1989 | 1990      |
| 53                                                      | 71        | Stimme aus der Unterwelt                                                    | Stefan Wolf       | 1989 | 1990      |
| TB16                                                    | 72        | Taschengeld für ein Gespenst                                                | Stefan Wolf       | 1989 | 1990      |
| 54                                                      | 73        | Herr der Schlangeninsel                                                     | Stefan Wolf       | 1990 | 1991      |
| 55                                                      | 74        | Im Schattenreich des Dr. Mubase                                             | Stefan Wolf       | 1990 | 1991      |
| 56                                                      | 75        | Lösegeld am Henkersberg                                                     | Stefan Wolf       | 1990 | 1991      |
| 57                                                      | 76        | Die Goldgräber-Bande                                                        | Stefan Wolf       | 1990 | 1991      |
| 58                                                      | 77        | Der erpresste Erpresser                                                     | Stefan Wolf       | 1990 | 1991      |
| 59                                                      | 78        | Heißer Draht nach Paradiso                                                  | Stefan Wolf       | 1990 | 1991      |
| 60                                                      | 79        | Ein Toter braucht Hilfe                                                     | Stefan Wolf       | 1991 | 1992      |
| 61                                                      | 80        | Weißes Gift im Nachtexpress                                                 | Stefan Wolf       | 1991 | 1992      |
| 62                                                      | 81        | Horror-Trip im Luxusauto                                                    | Stefan Wolf       | 1991 | 1992      |
| 63                                                      | 82        | Spuk aus dem Jenseits                                                       | Stefan Wolf       | 1991 | 1992      |
| 64                                                      | 83        | Hilfe! Gaby in Gefahr                                                       | Stefan Wolf       | 1992 | 1993      |
| 65                                                      | 84        | Dynamit im Kofferraum                                                       | Stefan Wolf       | 1992 | 1993      |
| 66                                                      | 85        | Freiheit für gequälte Tiere                                                 | Stefan Wolf       | 1992 | 1993      |
| 67                                                      | 86        | Die Schatzsucher-Mafia schlägt zu                                           | Stefan Wolf       | 1992 | 1993      |
| 68                                                      | 88        | Kampf um das Zauberschwert „Drachenauge“                                    | Stefan Wolf       | 1993 | 1994      |
| 69                                                      | 87        | Der böse Geist vom Waisenhaus                                               | Stefan Wolf       | 1993 | 1994      |
| 70                                                      | 89        | Der Feind aus der Vergangenheit                                             | Stefan Wolf       | 1994 | 1994      |
| 71                                                      | 90        | Schmuggler reisen unerkannt                                                 | Stefan Wolf       | 1994 | 1994      |
| –                                                       | 91        | Crash-Kids riskieren ihr Leben                                              | Stefan Wolf       | –    | 1995      |
| –                                                       | Special 1 | Die Schatzinsel mit den 7 Rätseln                                           | Stefan Wolf       | –    | 1995      |
| –                                                       | Special 2 | Das Geheimnis um TKKG                                                       | Stefan Wolf       | –    | 1995/2010 |
| –                                                       | 92        | Der grausame Rächer                                                         | Stefan Wolf       | –    | 1995      |
| –                                                       | 93        | Die Opfer mit der kühlen Schnauze                                           | Stefan Wolf       | –    | 1995      |
| –                                                       | 94        | In dunkler Nacht am Marmorgrab                                              | Stefan Wolf       | –    | 1995      |
| –                                                       | 95        | U-Bahn des Schreckens                                                       | Stefan Wolf       | –    | 1995      |
| –                                                       | 96        | Die Entführung des Popstars                                                 | Stefan Wolf       | –    | 1996      |
| –                                                       | 97        | Die Hand an den Sternen                                                     | Stefan Wolf       | –    | 1996      |
| 72                                                      | 98        | Die Haie vom Lotus-Garten                                                   | Stefan Wolf       | 1996 | 1996      |
| 73                                                      | 99        | Hilflos in eisiger Nacht                                                    | Stefan Wolf       | 1996 | 1996      |
| –                                                       | 100       | Fieser Trick mit Nr. 100                                                    | Stefan Wolf       | –    | 1996      |
| 74                                                      | 101       | Opfer fliegen 1. Klasse                                                     | Stefan Wolf       | 1996 | 1997      |
| 75                                                      | 102       | Angst auf der Autobahn                                                      | Stefan Wolf       | 1996 | 1997      |
| 76                                                      | 103       | Mörderischer Stammbaum                                                      | Stefan Wolf       | 1997 | 1997      |
| 77                                                      | 104       | Im Wettbüro des Teufels                                                     | Stefan Wolf       | 1997 | 1997      |
| –                                                       | 105       | Vermißte Kids und Killerpflanzen                                            | Stefan Wolf       | –    | 1997      |
| –                                                       | 106       | Mädchenraub im Ferienhaus                                                   | Stefan Wolf       | –    | 1997      |
| –                                                       | 107       | Lösegeld für einen Irrtum                                                   | Stefan Wolf       | –    | 1998      |
| –                                                       | 108       | Das Konzert bei den Ratten                                                  | Stefan Wolf       | –    | 1998      |
| 78                                                      | 109       | Mörderspiel im Burghotel                                                    | Stefan Wolf       | 1997 | 1998      |
| 79                                                      | 110       | Das Phantom im Schokoladen-Museum                                           | Stefan Wolf       | 1997 | 1998      |
| 85                                                      | 111       | Die tödliche Falle                                                          | Stefan Wolf       | 1999 | 1998      |
| 85                                                      | 112       | Bombenspaß bei Kies & Knete                                                 | Stefan Wolf       | 1999 | 1999      |
| 80                                                      | 113       | Mit heißer Nadel Jagd auf Kids                                              | Stefan Wolf       | 1998 | 1999      |
| 81                                                      | 114       | Die Sekte Satans                                                            | Stefan Wolf       | 1998 | 1999      |
| 82                                                      | 115       | Der Diamant im Bauch der Kobra                                              | Stefan Wolf       | 1998 | 1999      |
| 83                                                      | 116       | Klassenfahrt zur Hexenburg                                                  | Stefan Wolf       | 1998 | 1999      |
| 84                                                      | 117       | Im Schloss der schlafenden Vampire                                          | Stefan Wolf       | 1999 | 1999      |
| 85                                                      | 118       | Im Kaufhaus ist der Teufel los                                              | Stefan Wolf       | 1999 | 2000      |
| 86                                                      | 119       | Frische Spur nach 70 Jahren                                                 | Stefan Wolf       | 1999 | 2000      |
| 87                                                      | 120       | Bei Anruf Angst                                                             | Stefan Wolf       | 1999 | 2000      |
| 88                                                      | 121       | Ein cooler Typ aus der Hölle                                                | Stefan Wolf       | 2000 | 2000      |
| 89                                                      | 122       | Der Goldschatz, der vom Himmel fiel                                         | Stefan Wolf       | 2000 | 2000      |
| –                                                       | 123       | Mordkomplott im Luxus-Klo                                                   | Stefan Wolf       | –    | 2000      |
| 91                                                      | 124       | Vergebliche Suche nach Gaby                                                 | Stefan Wolf       | 2000 | 2001      |
| 90                                                      | 125       | Der Mörder aus einer anderen Zeit                                           | Stefan Wolf       | 2000 | 2001      |
| –                                                       | 126       | Teddy Talers Höllenfahrt                                                    | Stefan Wolf       | –    | 2001      |
| 92                                                      | 127       | Im Schlauchboot durch die Unterwelt                                         | Stefan Wolf       | 2001 | 2001      |
| 93                                                      | 128       | Die Gehilfen des Terrors                                                    | Stefan Wolf       | 2001 | 2001      |
| –                                                       | 129       | Der Erpresser fährt bis Endstation                                          | Stefan Wolf       | –    | 2001      |
| 94                                                      | 130       | Die gefährliche Zeugin verschwindet                                         | Stefan Wolf       | 2001 | 2002      |
| 95                                                      | 131       | Stundenlohn für flotte Gangster                                             | Stefan Wolf       | 2001 | 2002      |
| –                                                       | 132       | Homejacker machen Überstunden                                               | Stefan Wolf       | –    | 2002      |
| –                                                       | 134       | Wer stoppt die Weihnachts-Gangster?                                         | Stefan Wolf       | –    | 2002      |
| 96                                                      | 135       | Der Meisterdieb und seine Feinde                                            | Stefan Wolf       | 2002 | 2003      |
| –                                                       | 136       | Argentinische Entführung                                                    | Stefan Wolf       | –    | 2003      |
| 97                                                      | 133       | Auf vier Pfoten zur Millionenbeute                                          | Stefan Wolf       | 2002 | 2002      |
| 98                                                      | 137       | Verschleppt ins Tal Diabolo                                                 | Stefan Wolf       | 2002 | 2003      |
| 99                                                      | 138       | Raubzug mit dem Bumerang                                                    | Stefan Wolf       | 2003 | 2003      |
| –                                                       | 139       | Oskar jagt die Drogendealer                                                 | Stefan Wolf       | –    | 2003      |
| 100                                                     | 140       | Draculas Erben                                                              | Stefan Wolf       | 2003 | 2004      |
| 100                                                     | 141       | Todesbiss der schwarzen Mamba                                               | Stefan Wolf       | 2003 | 2004      |
| –                                                       | 142       | Bankräuber mit Supertrick                                                   | Stefan Wolf       | –    | 2004      |
| –                                                       | 143       | Das unheimliche Haus                                                        | Stefan Wolf       | –    | 2004      |
| –                                                       | 144       | Schreckensnacht im Schlangenmaul                                            | Stefan Wolf       | –    | 2004      |
| 101                                                     | 145       | Hinterhalt am schwarzen Fels                                                | Stefan Wolf       | 2005 | 2005      |
| 102                                                     | 146       | Nonstop in die Raketenfalle                                                 | Stefan Wolf       | 2005 | 2005      |
| 103                                                     | 147       | Hölle ohne Hintertür                                                        | Stefan Wolf       | 2005 | 2005      |
| –                                                       | 148       | Fieser Trick beim Finale                                                    | Stefan Wolf       | –    | 2005      |
| 104                                                     | 149       | Tims gefährlichster Gegner                                                  | Stefan Wolf       | 2005 | 2005      |
| –                                                       | 150       | Heiße Nächte im Dezember                                                    | Stefan Wolf       | –    | 2006      |
| 105                                                     | 151       | Gekauftes Spiel                                                             | Stefan Wolf       | 2006 | 2006      |
| –                                                       | 152       | Max und Anna, ein diebisches Paar                                           | Stefan Wolf       | –    | 2006      |
| 106                                                     | 153       | Es geschah in einer Regennacht                                              | Stefan Wolf       | 2006 | 2007      |
| 107                                                     | 154       | Das Geheimnis der Burgruine                                                 | Stefan Wolf       | 2007 | 2007      |
| –                                                       | 155       | Gefangen im Spukhaus                                                        | Stefan Wolf       | –    | 2007      |
| –                                                       | 157       | Oskar und die sieben Zwerge                                                 | André Minninger   | –    | 2008      |
| 108                                                     | 158       | Trainer unter Verdacht                                                      | André Kussmaul    | 2008 | 2008      |
| 109                                                     | 156       | Anschlag auf die Achterbahn (Buch) / Erpresser fahren Achterbahn (Hörspiel) | André Minninger   | 2009 | 2007      |
| –                                                       | 159       | Böses Spiel im Sommercamp                                                   | André Minninger   | –    | 2008      |
| –                                                       | 160       | Das Grauen naht um Zwölf                                                    | André Minninger   | –    | 2008      |
| –                                                       | 161       | Ein Yeti in der Millionenstadt                                              | André Minninger   | –    | 2008      |
| –                                                       | 162       | Gefahr für Oskar!                                                           | André Minninger   | –    | 2009      |
| 110                                                     | 163       | Die Makler-Mafia                                                            | André Kussmaul    | 2009 | 2009      |
| –                                                       | 164       | Operation Hexen-Graffiti                                                    | André Minninger   | –    | 2009      |
| –                                                       | 165       | Advent mit Knall-Effekt                                                     | André Minninger   | –    | 2009      |
| –                                                       | 166       | Das Mädchen mit der Kristallkugel                                           | André Minninger   | –    | 2009      |
| –                                                       | 167       | Der Unsichtbare                                                             | Tom Kerblau       | –    | 2009      |
| 111                                                     | 168       | Millionencoup im Stadion                                                    | Corinna Harder    | 2010 | 2010      |
| –                                                       | 169       | Tatort Dschungel                                                            | André Minninger   | –    | 2010      |
| –                                                       | 170       | Schock im Schnee                                                            | André Minninger   | –    | 2010      |
| –                                                       | 171       | Das lebende Gemälde                                                         | André Minninger   | –    | 2010      |
| 113                                                     | 172       | Das Geheimnis der Moorleiche                                                | Veronika Hampl    | 2010 | 2011      |
| 112                                                     | 173       | Die Skelettbande                                                            | André Kussmaul    | 2010 | 2011      |
| –                                                       | 174       | Doppelgänger auf der Rennbahn                                               | André Minninger   | –    | 2011      |
| –                                                       | 175       | Nachtwanderung mit Schrecken                                                | Kai Schwind       | –    | 2011      |
| 114                                                     | 176       | Verbrechen im Rampenlicht                                                   | Bernd Adelholzer  | 2011 | 2012      |
| 115                                                     | –         | Das Biest aus den Alpen                                                     | Corinna Harder    | 2011 | –         |
| –                                                       | 177       | Die Spur der Wölfin                                                         | Veronika Hampl    | –    | 2012      |
| –                                                       | 178       | Hai-Alarm im Aqua-Park                                                      | André Minninger   | –    | 2012      |
| 116                                                     | 179       | Abzocke im Online-Chat                                                      | Herbert Friedmann | 2011 | 2012      |
| 117                                                     | 180       | Alarm im Raubtierhaus                                                       | Martin Hofstetter | 2011 | 2012      |
| –                                                       | 181       | Der vertauschte Koffer                                                      | Katja Brügger     | –    | 2013      |
| –                                                       | 182       | Im Bann des Übersinnlichen                                                  | Martin Hofstetter | –    | 2013      |
| –                                                       | 183       | Blindgänger im Villenviertel                                                | Katja Brügger     | –    | 2013      |
| –                                                       | 184       | Die ewige Finsternis                                                        | Martin Hofstetter | –    | 2013      |
| –                                                       | 185       | Der unsichtbare Dieb                                                        | Martin Hofstetter | –    | 2013      |
| –                                                       | 186       | Die schlafende Chinesin                                                     | Martin Hofstetter | –    | 2014      |
| –                                                       | 187       | Ausspioniert!                                                               | Martin Hofstetter | –    | 2014      |
| –                                                       | 188       | Die blauen Schafe von Artelsbach                                            | Martin Hofstetter | –    | 2014      |
| –                                                       | 189       | Iwan, der Schreckliche                                                      | Martin Hofstetter | –    | 2014      |
| –                                                       | 190       | Der eiskalte Clown                                                          | Martin Hofstetter | –    | 2015      |
| –                                                       | 191       | Nord-Nordwest zum Hexenplatz                                                | Martin Hofstetter | –    | 2015      |
| –                                                       | 192       | Feuer auf Gut Ribbeck                                                       | Martin Hofstetter | –    | 2015      |
| –                                                       | 193       | Das Weihnachts-Phantom                                                      | Martin Hofstetter | –    | 2015      |
| –                                                       | 194       | Der Friedhof der Namenlosen                                                 | Veronika Hampl    | –    | 2015      |
| –                                                       | 195       | Dem Sonnenkönig auf der Spur                                                | Martin Hofstetter | –    | 2016      |
| –                                                       | 196       | Tatort Wagenburg                                                            | Martin Hofstetter | –    | 2016      |
| –                                                       | 197       | Bei Anpfiff Übergabe                                                        | Martin Hofstetter | –    | 2016      |
| –                                                       | 198       | Der Golem vom Dunkelsee                                                     | Martin Hofstetter | –    | 2016      |
| –                                                       | 199       | Verfolgungsjagd vor Mitternacht                                             | Martin Hofstetter | –    | 2016      |
| –                                                       | 200       | Der große Coup                                                              | Martin Hofstetter | –    | 2017      |
| –                                                       | 201       | Vom Goldschatz besessen                                                     | Martin Hofstetter | –    | 2017      |
| –                                                       | 202       | Ein Paradies für Diebe                                                      | Martin Hofstetter | –    | 2017      |
| –                                                       | 203       | Der Räuber mit der Weihnachtsmaske                                          | Martin Hofstetter | –    | 2017      |
| –                                                       | 204       | Verschwörung auf hoher See                                                  | Martin Hofstetter | –    | 2018      |
| –                                                       | 205       | Teuflische Kaffeefahrt                                                      | Martin Hofstetter | –    | 2018      |
| –                                                       | 206       | Achtung, UFO-Kult!                                                          | Martin Hofstetter | –    | 2018      |
| –                                                       | Special 3 | Ein fast perfektes Weihnachtsmenü                                           | Martin Hofstetter | –    | 2018      |
| –                                                       | 207       | Doppelte Entführung                                                         | Martin Hofstetter | –    | 2018      |
| –                                                       | 208       | Geheimnis im Tresor                                                         | Martin Hofstetter | –    | 2019      |
| –                                                       | 209       | Drohbriefe von Unbekannt                                                    | Martin Hofstetter | –    | 2019      |
| –                                                       | 210       | Raubzug im Casino                                                           | Martin Hofstetter | –    | 2019      |
| –                                                       | 211       | Geiselnahme im Villenviertel                                                | Martin Hofstetter | –    | 2019      |
| –                                                       | 212       | Tyrannei Kommando Eins                                                      | Martin Hofstetter | –    | 2019      |
| –                                                       | 213       | Das unheimliche Dorf                                                        | Martin Hofstetter | –    | 2019      |
| –                                                       | 214       | Diamantenrausch auf der A9                                                  | Martin Hofstetter | –    | 2020      |
| –                                                       | 215       | Verbrechen im Moorsteiner Wald                                              | Martin Hofstetter | –    | 2020      |
| –                                                       | 216       | Das Geheimnis im Jagdschloss                                                | Martin Hofstetter | –    | 2020      |
| –                                                       | Special 4 | Morgen kommt das Weihnachtsgrauen                                           | André Minninger   | –    | 2020/2021 |
| –                                                       | 217       | Tödliche Klarinette                                                         | Martin Hofstetter | –    | 2021      |
| –                                                       | Special 5 | Das verfluchte Osterei                                                      | Kim Fuchs         | –    | 2021      |
| –                                                       | 218       | Schutzgeld für Dämonen                                                      | Martin Hofstetter | –    | 2021      |
| –                                                       | 219       | Terror frei Haus                                                            | Martin Hofstetter | –    | 2021      |
| –                                                       | 220       | Attentat am Gämsengrat                                                      | Martin Hofstetter | –    | 2021      |
| –                                                       | Special 6 | Schreckliche Weihnacht überall                                              | Martin Hofstetter | –    | 2021      |
| –                                                       | 221       | Beim Raubzug helfen Ahnungslose                                             | Markus Henning    | –    | 2022      |
| –                                                       | 222       | Roter Drache 222                                                            | Martin Hofstetter | –    | 2022      |
| –                                                       | 223       | Betrüger Super Sauber                                                       | Martin Hofstetter | –    | 2022      |
| –                                                       | 224       | Bilderdiebe haben kein Gesicht                                              | Martin Hofstetter | –    | 2022      |
| –                                                       | 225       | Tanz mit der Giftschlange                                                   | Martin Hofstetter | –    | 2022      |
| –                                                       | 226       | Der Täter Ist Unter Uns                                                     | Martin Hofstetter | –    | 2023      |
| –                                                       | 227       | Zwei für Zwölf                                                              | Martin Hofstetter | –    | 2023      |
| –                                                       | 228       | Das Geld, das niemand wollte                                                | Martin Hofstetter | –    | 2023      |
| –                                                       | 229       | Auf den Schwingen des Totenvogels                                           | Martin Hofstetter | –    | 2023      |
| Special 1                                               | –         | Gesucht: Goldschatz!                                                        | Martin Hofstetter | 2023 | –         |
| –                                                       | Special 7 | Auch Gauner feiern Weihnachten                                              | Martin Hofstetter | –    | 2023      |
| –                                                       | 230       | Die Tesla-Verschwörung                                                      | Martin Hofstetter | –    | 2024      |
| –                                                       | 231       | Knackis streicheln mit der Faust                                            | Martin Hofstetter | –    | 2024      |
| –                                                       | 232       | Drohnenaugen in der Nacht                                                   | Martin Hofstetter | –    | 2024      |
| –                                                       | 233       | Räuberwald                                                                  | Martin Hofstetter | –    | 2024      |
| -                                                       | 234       | Im Auftrag des Bösen                                                        | Martin Hofstetter | –    | 2024      |
| –                                                       | 235       | Ein Gruselfest für ein Vermögen                                             | Martin Hofstetter | -    | 2025      |
| –                                                       | 236       | Schatten aus der Unterwelt                                                  | Martin Hofstetter | -    | 2025      |
| Anmerkungen: 1. 2. 3. 4. 5. 6. 7. 8. 9. 10. 11. 12. 13. |           |                                                                             |                   |      |           |

### Special-Folgen

#### Specials
- Special 1: Die Schatzinsel mit den 7 Rätseln (CD/MC): Das Hörspiel verband eine Geschichte der TKKG-Bande mit einem Gewinnspiel. Der Hörer konnte die Gewinnspiellösung durch Hinweise innerhalb des Hörspiels herausbekommen und sich somit aktiv am Lösen des Falls beteiligen. Die Folge erschien am 29. Mai 1995.
- Special 2: Das Geheimnis um TKKG (CD/MC): Kennenlernfolge aus dem Jahre 1995, in der die TKKG-Freunde dem Hörer genauer vorgestellt werden. Sie wurde neben der TKKG-Single Ein Fall für TKKG – Der Song von Peter & die TKKG-Band zum zwanzigjährigen Bestehen der Serie 1999 wieder neu aufgelegt. 2010 wurde eine komplette Neufassung in überarbeiteter Form und teilweise neuen Sprechern herausgebracht.
- Special 3: Ein fast perfektes Weihnachtsmenü (3CD): Adventskalenderfolge 2018 mit 24 Kapiteln und einer Gesamtspielzeit von fast 3 Stunden. Erschienen am 12. Oktober 2018.
- Special 4: Morgen kommt das Weihnachtsgrauen (digital/2CD-Box): Adventskalender 2020 mit 24 Kapiteln und einer Gesamtspielzeit von gut 2 Stunden. Es erschien vom 1. Dezember 2020 bis zum 24. Dezember online tageweise ein neues Kapitel. Am 1. Oktober 2021 erschien das Hörspiel auch auf CD als 2CD-Box.
- Special 5: Das verfluchte Osterei (MP3 bei AmazonMusic): Osterspecial mit 17 Titeln. Erschienen am 2. April 2021. Anschließend konnte man vom 9. bis zum 18. April 2021 in einer eigenen WhatsApp-Gruppe mit TKKG den Fall weiter bearbeiten und lösen. Das Finale lief am 18. April 2021 um 18 Uhr als Stream bei Twitch TV.
- Special 6: Schreckliche Weihnacht überall (3CD-Box): Adventskalender 2021 mit 24 Kapiteln und einer Gesamtspielzeit von zweieinhalb Stunden. Es erschien am 12. November 2021.
- Special 7: Auch Gauner feiern Weihnachten (Streaming): Adventskalender 2023 mit 24 Kapiteln und einer Gesamtspielzeit von beinahe zweieinhalb Stunden. Es erschien am 1. Dezember 2023.

#### Jubiläums-Folgen
- Im Oktober 1996 erschien die Folge 100 mit dem Namen Fieser Trick mit Nr. 100.
- Im Februar 2006 erschien mit Heiße Nächte im Dezember die 150. Folge der Serie. In der Erstauflage war ihr als Bonus eine CD-Rom beigelegt, welche unter anderem Bildschirmschoner und ein Spiel enthielt.
- Im November 2011 erschien die Folge 175 mit dem Namen Nachtwanderung mit Schrecken als Doppelfolge.
- Im März 2017 erschien die Folge 200 mit dem Namen Der große Coup als Doppelfolge.
- Ende 2019 wurde Das unheimliche Dorf (Autor: Martin Hofstetter) als Live-Hörspiel zum 40-jährigen Jubiläum aufgeführt. Die Studioaufnahme erschien als reguläre Folge 213

#### Film-Hörspiele
- Ein Fall für TKKG »Drachenauge« (MC): Original Filmton-Hörspiel (O-Ton) zum Kinofilm Drachenauge aus dem Jahre 1992 auf zwei Kassetten. Erweitert wurde das Hörspiel um Musikstücke aus den TKKG-Hörspielen und einen Erzähler. Außerdem erschien die Originalfilmmusik zu diesen Kinofilm (CD/MC) inklusive des Titelsongs „TKKG – Ihr seid OK!“ mit Frank Zander.
- Das Geheimnis um die rätselhafte Mind-Machine (CD/MC): O-Ton-Hörspielfassung des gleichnamigen Kinofilms von 2006.
- Jede Legende hat ihren Anfang (CD): Hörspielfassung zum gleichnamigen Kinofilm von 2019.

### Sonderauflagen
- Zum 10-Jahre-Jubiläum der Buchserie wurden 10 Wiederveröffentlichungen herausgebracht, die jeweils zwei ältere Hörspiele der Serie auf einer Kassette vereinte.
- Außerdem erschienen vom Spielzeughersteller Remus zwei TKKG-Folgen der Europa-Serie (Gefangen in der Schreckenskammer und Um Mitternacht am schwarzen Fluss). Die Kassetten wurden mit veränderten Covern im Zeichenstil der TKKG-Comics verkauft. Später gab Remus diese Hörspiele in der Reihe Lesen & Lauschen mit einem beigelegten Comic heraus.

### TKKG Junior
| 1                  | 1         | Auf frischer Tat ertappt                               | Kirsten Vogel                                           | 2018 | 2018 |
| 2                  | 2         | Vorsicht: Bissig!                                      | Benjamin Tannenberg                                     | 2018 | 2018 |
| 3                  | 3         | Giftige Schokolade                                     | Kirsten Vogel                                           | 2018 | 2018 |
| 4                  | 4         | Der Rote Retter                                        | Benjamin Tannenberg                                     | 2018 | 2018 |
| 8                  | 5         | Die Dino-Diebe                                         | Benjamin Tannenberg                                     | 2019 | 2019 |
| –                  | 6         | Bei Anruf Abzocke                                      | Frank Gustavus                                          | –    | 2019 |
| 6                  | 7         | Zwischen Gauklern und Ganoven                          | Benjamin Tannenberg                                     | 2019 | 2019 |
| 5                  | –         | Papageien in Not                                       | Kirsten Vogel                                           | 2019 | –    |
| 12                 | 8         | Der verborgene Schatz                                  | Frank Gustavus (Hörspiel); Benjamin Tannenberg (Buch)   | 2021 | 2019 |
| 11                 | 9         | Gepanschter Punsch                                     | Frank Gustavus (Hörspiel); Kirsten Vogel (Buch)         | 2020 | 2019 |
| 7                  | 10        | Nachts im Gruselpark                                   | Kirsten Vogel                                           | 2019 | 2020 |
| 9                  | –         | Der Roboterhund                                        | Kirsten Vogel                                           | 2020 | –    |
| 10                 | 11        | Rote Karte für Betrüger                                | Benjamin Tannenberg                                     | 2020 | 2020 |
| Special 1          | Special 1 | Die Fußball-Lüge                                       | Benjamin Tannenberg, Martin Hofstetter (Hörspiel)       | 2020 | 2020 |
| –                  | 12        | Schmierige Angelegenheiten                             | Frank Gustavus                                          | –    | 2020 |
| Special 2          | –         | Diebe, Gauner, Betrüger!: Findest du die Täter?        | Benjamin Tannenberg                                     | 2020 | –    |
| –                  | 13        | Das verpfuschte Gemälde                                | Martin Hofstetter                                       | –    | 2020 |
| –                  | 14        | Eisige Diamanten                                       | Martin Hofstetter                                       | –    | 2020 |
| Special 3          | –         | Das Witzebuch: Lachen bis zum Platzen                  | –                                                       | 2021 | –    |
| –                  | 15        | In den Fängen der Felsenbande                          | Frank Gustavus                                          | –    | 2021 |
| 18                 | 16        | Trügerischer Paddelspaß                                | Martin Hofstetter (Hörspiel), Benjamin Schreuder (Buch) | 2023 | 2021 |
| –                  | 17        | Oskar in der Falle                                     | Frank Gustavus                                          | –    | 2021 |
| 13                 | –         | Wolfsnächte                                            | Kirsten Vogel                                           | 2021 | –    |
| Special 4          | –         | Kein Hitzefrei für Detektive – 12 spannende Ratekrimis | Kirsten Vogel                                           | 2021 | –    |
| –                  | 18        | Stimmen aus dem Jenseits                               | Katja Welbat, Daniel Welbat                             | –    | 2021 |
| –                  | 19        | Verschollen im Stollen                                 | Frank Gustavus                                          | –    | 2021 |
| –                  | 20        | Die gestohlene Stimme                                  | Katja Welbat, Daniel Welbat                             | –    | 2022 |
| 14                 | –         | Hokuspokus zum Geburtstag                              | Benjamin Schreuder                                      | 2022 | –    |
| 15                 | –         | Skandal im Skatepark                                   | Kirsten Vogel                                           | 2022 | –    |
| 16                 | –         | Detektive auf Tauchstation                             | Benjamin Schreuder                                      | 2022 | –    |
| –                  | 21        | Der Fluch der Mumie                                    | Frank Gustavus                                          | –    | 2022 |
| –                  | 22        | Abenteuer im Safari-Park                               | Katja Welbat, Daniel Welbat                             | –    | 2022 |
| 17                 | –         | Vier Pfoten in Not                                     | Kirsten Vogel                                           | 2022 | –    |
| –                  | 23        | Schmugglerbande voraus!                                | Frank Gustavus                                          | –    | 2022 |
| –                  | 24        | Das doppelte Klößchen                                  | Katja Welbat, Daniel Welbat                             | –    | 2022 |
| –                  | Special 2 | Der widerliche Weihnachtswichtel (Adventskalender)     | Martin Hofstetter                                       | –    | 2022 |
| 23                 | 25        | Heiße Spur im Nebelhafen                               | Frank Gustavus                                          | 2024 | 2023 |
| 19                 | –         | Die Honigfalle                                         | Kirsten Vogel                                           | 2023 | –    |
| –                  | 26        | Achtung, Fahrraddiebe!                                 | Martin Hofstetter                                       | –    | 2023 |
| –                  | 27        | Abrechnung in der Westernstadt                         | Frank Gustavus                                          | –    | 2023 |
| 20                 | –         | Geisterspuk im Internat                                | Kirsten Vogel                                           | 2023 | –    |
| Special 5          | –         | Vergifteter Wald (Rätselcomic)                         | Christine Haas                                          | 2023 | –    |
| –                  | 28        | Tatort Zirkus                                          | Katja Brügger, Daniel Welbat                            | –    | 2023 |
| –                  | 29        | Die Geisterjagd                                        | Frank Gustavus                                          | –    | 2023 |
| –                  | 30        | Kletterhalle in Gefahr                                 | Katja Brügger, Daniel Welbat                            | –    | 2023 |
| –                  | 31        | Zu viele Alibis                                        | Frank Gustavus                                          | –    | 2024 |
| 21                 | –         | UFO-Abenteuer                                          | Kirsten Vogel                                           | 2024 | –    |
| 22                 | –         | Zocker-Panik!                                          | Kirsten Vogel                                           | 2024 | –    |
| –                  | 32        | Ein rätselhafter Einbruch                              | Katja Brügger, Daniel Welbat                            | –    | 2024 |
| 24                 | –         | Ermittlung bei voller Fahrt                            | Christine Haas                                          | 2024 | –    |
| –                  | 33        | Wirbel um die Wilde Wespe                              | Frank Gustavus                                          | –    | 2024 |
| Anmerkungen: 1. 2. |           |                                                        |                                                         |      |      |

#### Englische Hörspiele
| Nr. | Englischer Titel    | Originaltitel            | Jahr |
| --- | ------------------- | ------------------------ | ---- |
| 1   | Scary Sleepover     | Auf frischer Tat ertappt | 2018 |
| 2   | Beware of the Beast | Vorsicht: Bissig!        | 2018 |

### Die 2 und TKKG
| Nr. | Titel                            | Jahr |
| --- | -------------------------------- | ---- |
| 1   | Die Geschichte vom Karpfen Bruno | 1992 |
| 2   | Thomy riecht den Braten          | 1992 |
| 3   | Gespenster naschen keinen Honig  | 1992 |
| 4   | Geheimnis in der Dachkammer      | 1993 |
| 5   | Wenn Bobby seine Zähne zeigt     | 1993 |
| 6   | Ein gefährlicher Brief           | 1993 |

## Kritik
Die TKKG-Geschichten, vor allem die frühen Folgen, verwenden häufig Klischees, um Verbrecher deutlich zu kennzeichnen. So sind diese oft an ihrem Äußeren zu erkennen (Narben, besondere Körper- und Gesichtsmerkmale wie rote Haare und viele Sommersprossen) oder durch ihre Herkunft (z. B. Südländer, Zigeuner), soziale Gruppenzugehörigkeit (Rocker, Punks, Obdachlose) oder den Beruf. Wolf bedient sich hier gesellschaftlicher und populärer Vorurteile und Stereotype. Gelegentlich werden auch beiläufig Personengruppen abwertend kommentiert – so bezeichnet der Trainer Alwin Gutsche in Ufos in Bad Finkenstein Mitglieder seiner eigenen Judo-Mannschaft als „Kümmeltürken“.
Besonders hervorstechend ist die oft abwertende Kommentierung sozial schlechter gestellter Gruppen wie z. B. der Obdachlosen durch TKKG selbst. Andererseits treten TKKG von Anfang an auch für Mitglieder oder ganze Minderheiten ein. Dabei werden positive Figuren z. B. ethnischer Minderheiten vorgestellt, die den Klischees anderer Folgen widersprechen. Bei diesen Widersprüchen fällt vor allem das unstimmige Verhalten der TKKG-Freunde selbst auf, die einerseits moralisierend auftreten, jedoch andererseits durch ihr eigenes Vorverurteilen und oft bemühtes „Der-Zweck-heiligt-die-Mittel“-Vorgehen ihre selbstbestimmte Moral umgehen. Besonders in den älteren Folgen greift Tim öfter zu präventiver Gewalt, die nicht wie später in den jüngeren Folgen nur Notwehrcharakter hat.
Die Protagonisten werden recht übersteigert dargestellt. Tarzan/Tim ist der große, braungebrannte, starke, sportliche Strahlemann. Karl ist schlaksig, schwach, dafür aber intelligent – der typische Streber. Klößchen ist dick, verfressen, faul (aber nicht dumm). Zudem wird praktisch in jeder Folge auf Gabys betörende Schönheit Bezug genommen. In späteren Folgen ist sie auch eifersüchtig auf Frauen, mit denen Tim Kontakt hat, wobei in diesen Folgen eine Beziehung zwischen beiden angezeigt wird.
Ein weiteres Beispiel ist die Rolle der Frau. Obwohl Wolf oft starke Frauenfiguren zeigt und die TKKG-Freunde für eine Gleichberechtigung der Geschlechter eintreten, wird Gaby bei gefährlichen Situationen oder bei Unternehmungen zu später Stunde regelmäßig aus der Gruppe ausgegrenzt (Tarzan/Tim: „Mädchen in deinem Alter gehören um diese Uhrzeit ins Bett“). Dabei gibt Wolf im Interview die Zahl der weiblichen Leser mit 60 % an.

## Sprache
Wolf legte den TKKG-Freunden angeblich an die Jugend- und Umgangssprache angelehnte Wörter (z. B. Drahtesel, Seifensieder, fernsülzen) oder Redewendungen in den Mund, die zum Teil in Fußnoten übersetzt werden. Auch Wörter aus der Jugendsprache vergangener Jahrzehnte wurden besonders in den ersten Jahren benutzt (z. B. Pauker, Penne). Dieser Pseudo-Jugendslang wurde in den 1990ern vermehrt mit Anglizismen angereichert und wich immer mehr von der tatsächlichen Jugendsprache ab. Wolf benutzt hier zum Teil eine eingedeutschte Schreibweise englischer Wörter (z. B. Taubenmörder-Konnäktschn aus Mörderischer Stammbaum) und meint, dass innerhalb der Serie „die Sprache erwachsener geworden ist“. Weiter führt er aus: „Die Kids haben durch die Reizüberflutung einen Sprung gemacht, nicht nur zum Positiven. Sie bekommen heute oft keine ganzen Sätze mehr hin, sie sprechen in Ellipsen oder in Schlagwörtern.“ (, S. 88) Diese übertriebene Verwendung von Anglizismen wird selbst von Karl im Hörspiel Operation Hexen-Graffiti als schlecht kritisiert.
Auch die Namen vieler Akteure bestehen aus Wortspielen, z. B. Herr Contrechien (frz.: Hundegegner), der einen Hund vergiftet (Folge: Todesbiss der schwarzen Mamba), Scheich Schacha Ben Öhli (Folge: Wer raubte das Millionenpferd?), Inspektor Glaubnichts, Hans-Henning von Socke-Paulmann und Martin Casseur (frz.: gewalttätiger Demonstrant; Folge: Feind aus der Vergangenheit), Dr. Remplem (Folge: Vampir der Autobahn), Carlo Bijou (frz.: Schmuck) als Juwelier (Folge: Tims gefährlichster Gegner), der chinesische Dieb Xiang Beutezahn (Folge: Herr der Schlangeninsel), Zahnarzt Dr. Beißinger (Folge: Achtung, die „Monsters“ kommen) und Dr. Brechaußer (Folge: Horror-Trip im Luxusauto). Auch einige Ortsnamen bieten einen Anreiz zum Lachen, wie z. B. Oberkirchweidenbüggetal-Ennsling (Folge: Hinterhalt im Eulenforst), Vierlingstetten-Oberwurz (Folge: Schwarze Pest aus Indien), der österreichische Ferienort Bad Fäßliftl (Folge: Stimme aus der Unterwelt), Klein-Auersheim-Prillstetten oder das Kernkraftwerk „Fallaut“ (Folge: Vermißte Kids und Killerpflanzen). Wolf selbst hebt die Komik seiner Geschichten im Interview auf die Frage nach seinem Serien-Konzept hervor: „Ich verarsche Fußball, Massenevents und dieses ‚Fit for Fun‘.“ (, S. 86)
In Folge 164 (Operation Hexen-Graffiti) bekommen die Vier Decknamen, welche die Vornamen ihrer jeweiligen Sprecher sind: Tim – Sascha, Karl – Niki, Willi – Manou, Gaby – Veronika.

## Illustrationen
Bis 2009 war Reiner Stolte als Illustrator hauptverantwortlich für alle Illustrationen und Covermotive der Bücher und Hörspiele. 2009 hat sich der Rechteinhaber Sony Music Entertainment entschieden, die Illustrationen an den Geschmack der heutigen Kinder anzupassen. Seitdem werden computercolorierte Bilder verwendet. Diese basieren weiterhin auf Artwork-Vorlagen von Reiner Stolte und werden nun vom Illustrationsstudio Comicon S.L. digital bearbeitet. Auch die Bücher im cbj-Verlag wurden mit neuen Illustrationen versehen. Seit November 2010 ist Gerhard Schröder für die Cover und Zeichnungen in den Büchern verantwortlich. Nach und nach sollen nicht nur neue Folgen in dem neuen Design erscheinen, sondern auch die alten Folgen angepasst werden.

## Adaptionen

### Hörspiele
Die Hörspielserie erscheint seit 1981 im Hörspiel-Verlag Europa. Die Regie führt Heikedine Körting. Alle Folgen der Serie sind als Hörspielkassette bis 2012 erschienen. Im Oktober 2011 gab Europa bekannt, dass ab 2012 sämtliche Hörspiele nur noch auf CD produziert werden. Die Folgen 1 bis 12 wurden in der Erstauflage zusätzlich auf Schallplatte herausgebracht. Neben der Veröffentlichung von neuen Folgen auf CD waren auch die älteren Folgen nach und nach auf CD erhältlich. Dabei wurden neben dem Austausch von einigen Musiktiteln auch Textpassagen entfernt. Von 2003 bis Mitte 2009 wurden diese Neuauflagen in 14 TKKG-Sammlerboxen, die jeweils chronologisch drei Folgen in einem Pappschuber enthielten, verkauft. Seit 2010 erscheinen Krimi-Boxen, welche ebenfalls jeweils drei Folgen enthalten. Da neben den regulären Hardcover-Büchern auch Bücher der TKKG-Taschenbuch-Reihe und später Hörspielskripte ohne Buchvorlage vertont wurden, weicht die folgende Nummerierung der TKKG-Hörspiele von denen der Hardcover-Bücher ab. Jährlich erscheinen 4 bis 6 neue Folgen als Hörspiel.

#### Musik
Für die Hörspiel-Veröffentlichungen von 1981 bis 1986 wurden Musikstücke von Carsten Bohn verwendet. Nach dem Beginn eines Rechtsstreits zwischen Bohn und Europa wurde ab Folge 34 keine Musik von Bohn mehr eingesetzt. Bei späteren Neuveröffentlichungen der Folgen 1 bis 33 wurden Musikstücke Bohns ersetzt.
Die Titelmelodie der ersten 33 Folgen (Text: „TKKG. Juh. TKKG. Huh. Tarzan, Karl und Klößchen … mit der neuen Note … und Gaby die Pfote. Ja das sind wir, die neuen vier. Tarzan ist der Kopf des Ganzen. Karl lässt schnell die Fakten tanzen. Klößchen ist ein guter Typ. Gaby hat den Tarzan lieb.“) wurde auf das Instrumentalstück „No, No, No“ von Bohn eingesungen. Sie wurde durch das bis heute bei den Hörspielen und auch in der Fernsehserie benutzte Titellied mit dem Text „TKKG, die Profis in spe. TKKG, die Profis in spe. Wir lösen für Sie jeden Fall, wenn Sie woll’n überall. TKKG!“ ersetzt. Dabei werden in den Hörspielen immer wieder unterschiedliche Variationen (Gesang der Hörspiel-Sprecher, Gesang der Fernsehserienschauspieler, verschiedene Versionen ohne Gesang) des Liedes eingesetzt.
Für die Zwischenstücke ab Folge 34 sind u. a. die Musiker Jan-Friedrich Conrad, Constantin Stahlberg, Jens-Peter Morgenstern und Andris Zeiberts verantwortlich.

#### Kritik
Die erfolgreichen frühen Umsetzungen der Romane als Hörspiele gefielen Wolf nicht (, S. 90). Seine Arbeit an den Hörspielen ab Folge 90 kommentiert Wolf damit, dass er für die Konsumenten der verschiedenen Medien Roman und Hörspiel „völlig verschiedene Versionen“(, S. 90) konzipiere. Viele Hörer werfen Wolf dabei vor, nicht an die Dichte früherer Drehbücher des Drehbuchautors H. G. Francis heranzukommen. Diese Kritik wurde auch von der Fachzeitschrift Bulletin Jugend & Literatur aufgenommen: Es „werden Redundanzen verstärkt, Zusammenhänge und Spannung nunmehr (vom Erzähler) behauptet: ‚jetzt wurde es ganz gefährlich, drohte höchste Gefahr…‘“ 

#### Hörerschaft
TKKG richtet sich an junge Hörer zwischen 6 und 12 Jahren (Jungen und Mädchen). Heute sind geschätzt 10 % der Hörer älter als 25 Jahre. Ein ähnliches Phänomen zeigt sich in der ebenfalls von Europa produzierten Serie Die drei ???, dort in einer noch stärkeren Ausprägung. Viele der Hörer entdecken die Serie aus ihrer Kindheit im jungen Erwachsenenalter wieder. Sie bietet eine Möglichkeit der Entspannung und des Schwelgens in den eigenen Kindheitserinnerungen.

#### Auszeichnungen
- Goldene Schallplatte
  - 21× Gold für die Folgen 2–7, 9, 10, 13–16, 19–22, 24, 25, 27 und 29
  - 1× Platin für die Folge 1

- Kids-Award
  - 21× Gold für die Folgen 134, 135, 139, 140, 141, 143, 148–150, 161, 165, 167–170, 172–174, 182, 184 und 01/3-er Box – Folge 1–3[26]

Im Dezember 2019 wurden die Sprecher Sascha Draeger, Manou Lubowski, Rhea Harder-Vennewald, Tobias Diakow und Produzentin Heikedine Körting jeweils mit einem Jubiläums-Award ausgezeichnet.

### Fernsehen und Kino
In den Jahren 1985 und 1987 entstand für das ZDF die zwölfteilige Fernsehserie Ein Fall für TKKG. Unter dem Titel TKKG – Der Club der Detektive strahlte der KiKA von 1998 bis 2002 und später noch einmal von 2005 bis 2006 eine Kindersendung aus, in der zwei Rateteams gegeneinander antraten. Im Jahr 2014 erschien eine Zeichentrickserie mit dem Titel Ein Fall für TKKG.
1992 wurde der erste Kinofilm Ein Fall für TKKG: Drachenauge veröffentlicht. Kampf um das Zauberschwert „Drachenauge“ wurde später als reguläres Buch (Band 68) der Reihe herausgebracht und als Folge 88 der Hörspielserie vertont. 2006 kam mit TKKG – Das Geheimnis um die rätselhafte Mind-Machine mit neuer Besetzung ein zweiter TKKG-Spielfilm ins Kino. Im Juni 2019 kam mit TKKG – Jede Legende hat ihren Anfang ein dritter TKKG-Spielfilm in die Kinos, wieder mit neuer Besetzung. Der Film zeigt, wie die vier sich ursprünglich kennenlernten und gemeinsam ihren ersten Fall lösten.

#### Live-Playback-Theater im Fernsehen
Am 18. Oktober 2019 fand in der Sat.1-Fernsehshow Luke! Die Woche und ich ein Live-Playback-Theater zu TKKG statt. Die Originalen Hörspielsprecher Manou Lubowski und Sascha Draeger sowie Tobias Diakow waren in der Sendung zu Gast und liehen ihren Figuren erneut die Stimme, während vier Personen die Figuren auf der Bühne spielten und dabei lediglich ihre Lippen bewegten.
Der Moderator Luke Mockridge übernahm die Rolle des Tim, Schauspielerin Emilia Schüle die Gaby und Faisal Kawusi spielte Klößchen. Die Figur Karl spielte ein Zuschauer aus dem Publikum. Eine Arbeitskollegin von Mockridge sprach die Figur Gaby, da ihre Sprecherin aus zeitlichen Gründen verhindert war. Den Part des Erzählers übernahm Torsten Sträter. Die Rolle des Bösewicht spielte Ralf Richter.

### Live-Hörspiele
Im November und Dezember 2019 gingen die Originalsprecher deutschlandweit mit dem Stück Das unheimliche Dorf (später als Folge 213 veröffentlicht) auf Tour. Im Januar und Februar 2025 folgten weitere Auftritte mit dem Stück Schatten aus der Unterwelt (Folge 236). Für 2026 ist eine weitere Tour zu Das verschollene Zepter von Gizeh in Planung.

### Comics und Magazine
Zwischen 1987 und 1989 erschienen im Ehapa-Verlag 17 Comic-Hefte von TKKG (Ausgabe 1–2/1987, 1–12/1988 und 1–3/1989). Die Comics wurden vom Studio Comicon produziert, Zeichner war Josep Marti, der auch u. a. für Yps zeichnete.
Inhalt des Comics waren je zwei abgeschlossene Comicgeschichten, die zunächst Geschichten aus den Romanen wiedergaben. In späteren Ausgaben wurden jedoch Geschichten ohne Vorlage erzählt. Darüber hinaus gab es Informationen für den Fan, Tipps von Mitgliedern von TKKG und immer auch einen Rätselkrimi, dessen Auflösung der Leser selber erarbeiten konnte.
2008 erschien wieder im Ehapa-Verlag unter dem Titel „TKKG das offizielle Detektiv-Magazin“ ein Heft im Zwei-Monats-Rhythmus, das jeweils neben diversen „Detektiv“-Rätseln und Rätselkrimis auch eine neue abgeschlossene Comicgeschichte enthielt. Die Reihe wurde jedoch 2009 wieder eingestellt.

### Persiflage
Als Teil des Autorenduos Kai+Sven erschuf Kai Schwind, Autor der TKKG Jubiläumsfolge Nr. 175, gemeinsam mit Sven Buchholz 2003 die Serie Die Ferienbande. Ursprünglich als Radio Comedy von nur wenigen Minuten Spieldauer konzipiert, wurde daraus nach 13 Radiofolgen eine eigenständige Hörspielreihe mit bisher 12 weiteren Veröffentlichungen und mehreren Live-Tourneen. In Folge 8 Die Ferienbande und der krass üble Rächer – Teil 1: Rückkehr sind die damaligen Hauptsprecher in ihren TKKG-Rollen zu hören.
Auch im einzigartigen Konzept des seit 1997 bestehenden Vollplaybacktheaters, welches sich für seine Aufführungen der Technik des Cento bedient, werden neben Zitaten aus anderen Hörspielreihen, Filmen und Fernsehserien, auch immer wieder Samples aus TKKG Folgen zum Teil der Handlung.
Außerdem drehte Daniel Rakete Siegel 2007, als Abschlussfilm seines Studiums der Filmregie, eine Filmparodie auf die Reihe mit dem Titel Ein Fall für KBBG.

| Comic-Reihe - 1/87 - Oma und die Gespenster - Rettung in letzter Sekunde - 2/87 - Der doppelte Pedro - Trickdieb auf Burg Drachenstein - 1/88 - Angst in der 9a - Die Muskelmänner der Mafia - 2/88 - Drogen, Gangster, falsche Fährten - Ein Schock für den Heiratsschwindler - 3/88 - Jagd nach dem Bankräuber - Bombenanschlag aufs Präsidium - 4/88 - Der Zigeuner, der kein Pferdedieb war - TKKG rettet das Pop-Festival - 5/88 - Schach dem Schattenkrieger - Mord im Theater - 6/88 - Die Kofferbande vom Hauptbahnhof - Das Geheimnis der Gangsterburg - 7/88 - Die Stümpfe der Juwelenräuber - Weißes Gold aus China - 8/88 - Schatzsuche auf der Dracheninsel - Der Mann mit den 1000 Gesichtern - 9/88 - King Kongs Ausflug in die Freiheit - Der gestohlene Gift-Transporter | - 10/88 - Die Rauschgift-Gangster von Portoluna - Der Schatz aus dem Flugzeug - 11/88 - Am Himmel ist die Hölle los - Wer ist der Feuerteufel? - Das versunkene Dorf - 12/88 - Der falsche Weihnachtsmann - Antiquitäten-Gauner auf dem Holzweg - Die Geschenkräuber-Bande - 1/89 - Der unheimliche Schneemensch - Der gekidnappte Schulbus - 2/89 - Der Unheimliche ist nicht zu fassen - Beute im Schlangenzoo - 3/89 - Der Schatz vom Kreuz des Südens - Der Hacker, der die Fahndung knackte Magazin - 1/08 - Bigfoot in der Millionenstadt - 2/08 - Hypnose Chat im Internet - 3/08 - Halloween mit Knalleffekt - 4/08 - Schock im Schnee - 1/09 - Giftige Ostern - 2/09 - Der Meisterdieb |

### Computer- und Konsolenspiele
1985 erschien das Textadventure Das leere Grab im Moor, lose basierend auf dem gleichnamigen Roman unter dem Label Europa Computer-Club. Die Datasette des Spiels für den C64 erhielt als Besonderheit Musik der Hörspiele. Das Spiel wurde ebenfalls für den Atari umgesetzt. Ein Jahr später erschien mit „In den Klauen des Tigers“ ein Nachfolger, basierend auf der Folge 22 für den Atari.
Zwischen 1997 und 2008 erschienen 16 Grafikadventures bei Tivola für Windows, die ersten 14 auch für Mac OS. Hier löst der Spieler zusammen mit der TKKG-Bande Fälle ohne Romanvorlage. Außerdem erschien bei Tivola Das Phantombild-Programm mit dem Logo der Fernsehsendung TKKG – Der Club der Detektive.
| - 1. Katjas Geheimnis (1997) - 2. Tödliche Schokolade (1998) - 3. Der Schatz der Maya (1998) - 4. Das Rätsel der Villa Drachenkralle (1999) - 5. Verrat an TKKG (1999) - 6. Der Fälscherbande auf der Spur (2000) - 7. Wer stoppt den Feuerteufel? (2000) - 8. Das geheimnisvolle Testament (2001) - 9. Voodoozauber (2001) | - 10. Panik im Internat (2002) - 11. Film ab! (2003) - 12. Alarm in der Geisterbahn (2004) - 13. Zelle 13 (2004) - 14. Gefährliche Ferien (2005) - 15. Verfolgt! (2006) - 16. Das unheimliche Zimmer (2008) - 17. Die Feuerprobe (2019) |

Darüber hinaus gibt es ein Spiel für den Nintendo DS: TKKG: Detektiv Gesucht. Hier sind 16 verschiedene Geschicklichkeits- und Gedächtnisspiele zu lösen. Damit können auch vier weitere Spiele freigeschaltet werden. Außerdem ist ein Zweispielermodus verfügbar, bei dem abwechselnd auf derselben Spielkonsole gegeneinander gespielt wird und die Ergebnisse dann verglichen werden.
Am 3. März 2009 gab die Tivola Publishing GmbH bekannt, dass die Reihe der PC-Spiele eingestellt wird. Ursächlich dafür sei das Auslaufen des Lizenzvertrages, so der Geschäftsführer in einer Pressemitteilung.
Im Juni 2019 erschien mit Die Feuerprobe ein neues Adventure bei USM Games. Das Spiel ist als App für iOS und Android sowie als DVD-ROM und auf Steam für PC und Mac erhältlich.